# الجمل العملاق
الجمل العملاق هو نوع منقرض من الأرضية العاشبة في عائلة الجمليات، أستوطن في أمريكا الشمالية من العصر الميوسيني خلال العصر الحديث 10,3-4,9 المليون سنة، القائمة ما يقرب من5.4 ملايين سنة  وقد كان أكبر أنواع الجمليات التي تجوب الأرض.

## التصنيف
تم تسمية الجمل العملاق بواسطة فريك (1929). تم تعيينه إلى الجمليات بواسطة (Frick (1929 و (Honey et al. (1998. 

## توزيع الأحفوري
تم العثور على آثار الجمال من نبراسكا إلى أيداهو إلى جنوب كاليفورنيا.